# 周永保
周永保（？—？），清朝地方官員，江蘇金匱縣（今屬無錫市）人。
周永保為舉人出身。曾任武平縣知縣。乾隆五十九年（1794年）正月調任台灣府彰化縣知縣。